# Anticoli Corrado
Anticoli Corrado is een gemeente in de Italiaanse provincie Rome (regio Latium) en telt 16.273 inwoners (31-12-2004). De oppervlakte bedraagt 16,3 km², de bevolkingsdichtheid is 56 inwoners per km².

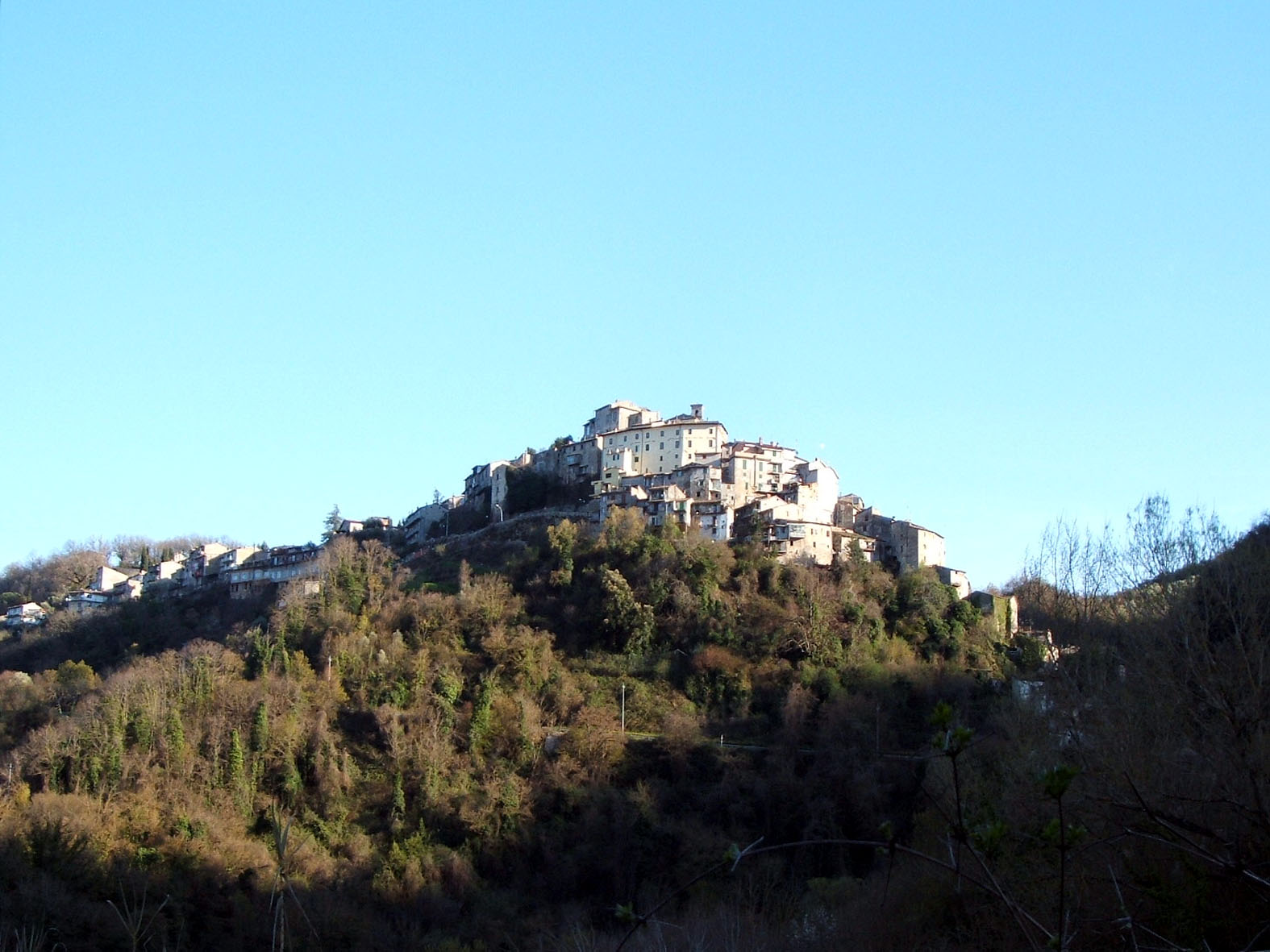
Anticoli Corrado
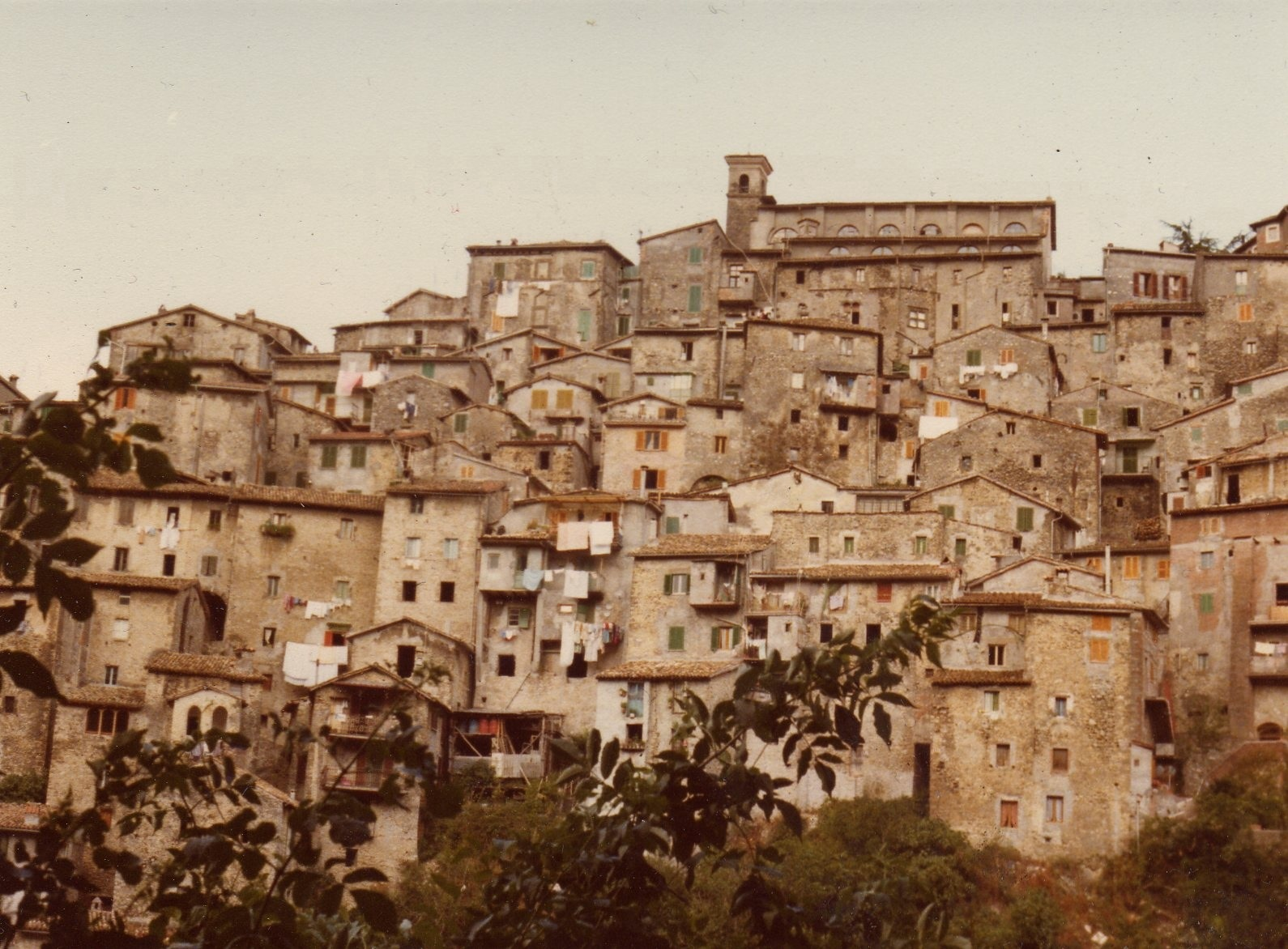
Anticoli Corrado
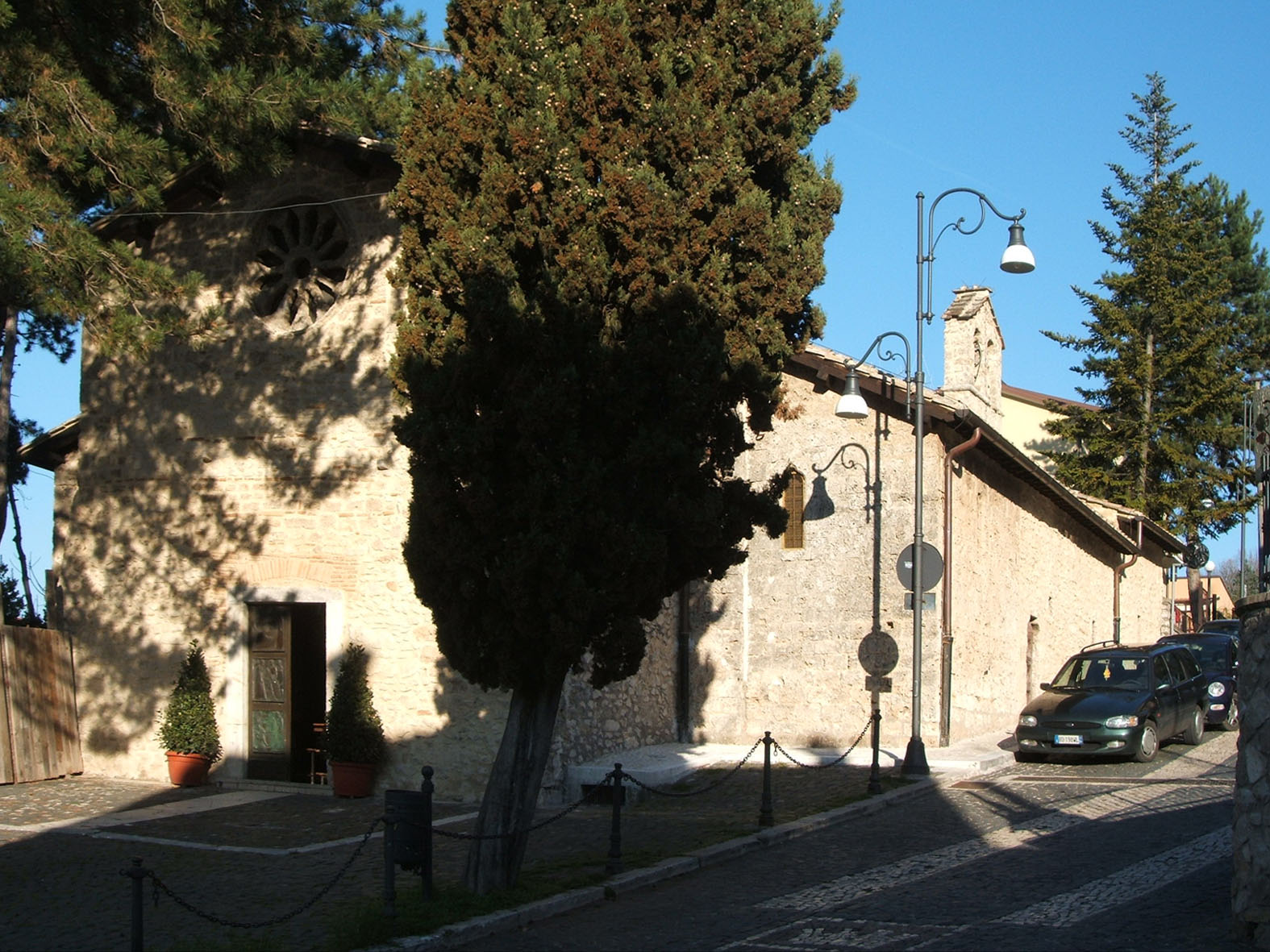
San Pietro

## Demografie
Anticoli Corrado telt ongeveer 6133 huishoudens. Het aantal inwoners daalde in de periode 1991-2001 met 3,2% volgens cijfers uit de tienjaarlijkse volkstellingen van ISTAT.
| Jaar | Inwoneraantal |
| ---- | ------------- |
| 1991 | 940           |
| 2001 | 910           |

## Geografie
Anticole Corrado ligt op de top van een heuvel met uitzicht op het dal van de Aniene. Anticole is afgeleid van het Latijnse 'ante colles', dat wil zeggen tegenover de heuvels (in dit geval van de Apennijnen).
De gemeente ligt op ongeveer 508 m boven zeeniveau.
Anticoli Corrado grenst aan de volgende gemeenten: Mandela, Marano Equo, Rocca Canterano, Roviano, Cineto Romano, Saracinesco.

## Kunstenaarsdorp
In de 19e eeuw kreeg de plaats bekendheid als 'leverancier' van schildersmodellen voor kunstenaars die werkten in de omgeving van het Piazza di Spagna in Rome. Mannelijke en vrouwelijke modellen trokken in traditionele kostuums naar dit plein om kunstenaars te vinden voor hun poseerwerk. In het begin van de 20e eeuw trokken veel kunstenaars op hun beurt naar het schilderachtig gelegen Anticoli Corrado en kon de plaats zich ontwikkelen als een kunstenaarsdorp. Het lokale museum voor moderne kunst (Civico Museo di Arte Moderne) houdt daaraan de herinnering levendig. Van de vele kunstenaars die enige tijd in Anticoli Corrado hebben gewerkt, kunnen worden genoemd: Maurice Sterne (1878-1957), Luigi Pirandello (1867-1936), Fausto Pirandello(1889-1975), Giulio Aristide Sartorio (1860-1932), en Oskar Kokoschka (1886-1980). Van de Nederlandse kunstenaars heeft Jannes de Vries enige tijd in dit kunstenaarsdorp gewerkt. Maar vooral Rudolf Bonnet (1895-1978) en Charles Eyck (1897-1983) die er van ca. 1922 tot 1928 verbleven,kregen daarna grote bekendheid. Bonnet keerde er weer terug van 1958 tot 1963, na de tussenliggende periode op Bali te hebben gewoond. Zie ook voor een beschrijving van Anticoli en beeldmateriaal, zowel foto's als tekeningen, "Rudolf Bonnet, een zondagskind', Dr. H. de Roever Bonnet, Pictures Publishers, Wijk en Aalburg, 1993
In 1969 was de plaats het décor voor de film The secret of Santa Vittoria, van Stanley Kramer met een internationale cast waaronder Anna Magnani, Anthony Quinn, Virna Lisi, Renato Rascel en Giancarlo Giannini.
Affile · Agosta · Albano Laziale · Allumiere · Anguillara Sabazia · Anticoli Corrado · Anzio · Arcinazzo Romano · Ardea · Ariccia · Arsoli · Artena · Bellegra · Bracciano · Camerata Nuova · Campagnano di Roma · Canale Monterano · Canterano · Capena · Capranica Prenestina · Carpineto Romano · Casape · Castel Gandolfo · Castel Madama · Castel San Pietro Romano · Castelnuovo di Porto · Cave · Cerreto Laziale · Cervara di Roma · Cerveteri · Ciampino · Ciciliano · Cineto Romano · Civitavecchia · Civitella San Paolo · Colleferro · Colonna · Fiano Romano · Filacciano · Fiumicino · Fonte Nuova · Formello · Frascati · Gallicano nel Lazio · Gavignano · Genazzano · Genzano di Roma · Gerano · Gorga · Grottaferrata · Guidonia Montecelio · Jenne · Labico · Ladispoli · Lanuvio · Lariano · Licenza · Magliano Romano · Mandela · Manziana · Marano Equo · Marcellina · Marino · Mazzano Romano · Mentana · Monte Compatri · Monte Porzio Catone · Monteflavio · Montelanico · Montelibretti · Monterotondo · Montorio Romano · Moricone · Morlupo · Nazzano · Nemi · Nerola · Nettuno · Olevano Romano · Palestrina · Palombara Sabina · Percile · Pisoniano · Poli · Pomezia · Ponzano Romano · Riano · Rignano Flaminio · Riofreddo · Rocca Canterano · Rocca Priora · Rocca Santo Stefano · Rocca di Cave · Rocca di Papa · Roccagiovine · Roiate · Rome · Roviano · Sacrofano · Sambuci · San Cesareo · San Gregorio da Sassola · San Polo dei Cavalieri · San Vito Romano · Sant'Angelo Romano · Sant'Oreste · Santa Marinella · Saracinesco · Segni · Subiaco · Tivoli · Tolfa · Torrita Tiberina · Trevignano Romano · Vallepietra · Vallinfreda · Valmontone · Velletri · Vicovaro · Vivaro Romano · Zagarolo